# Galactolipide

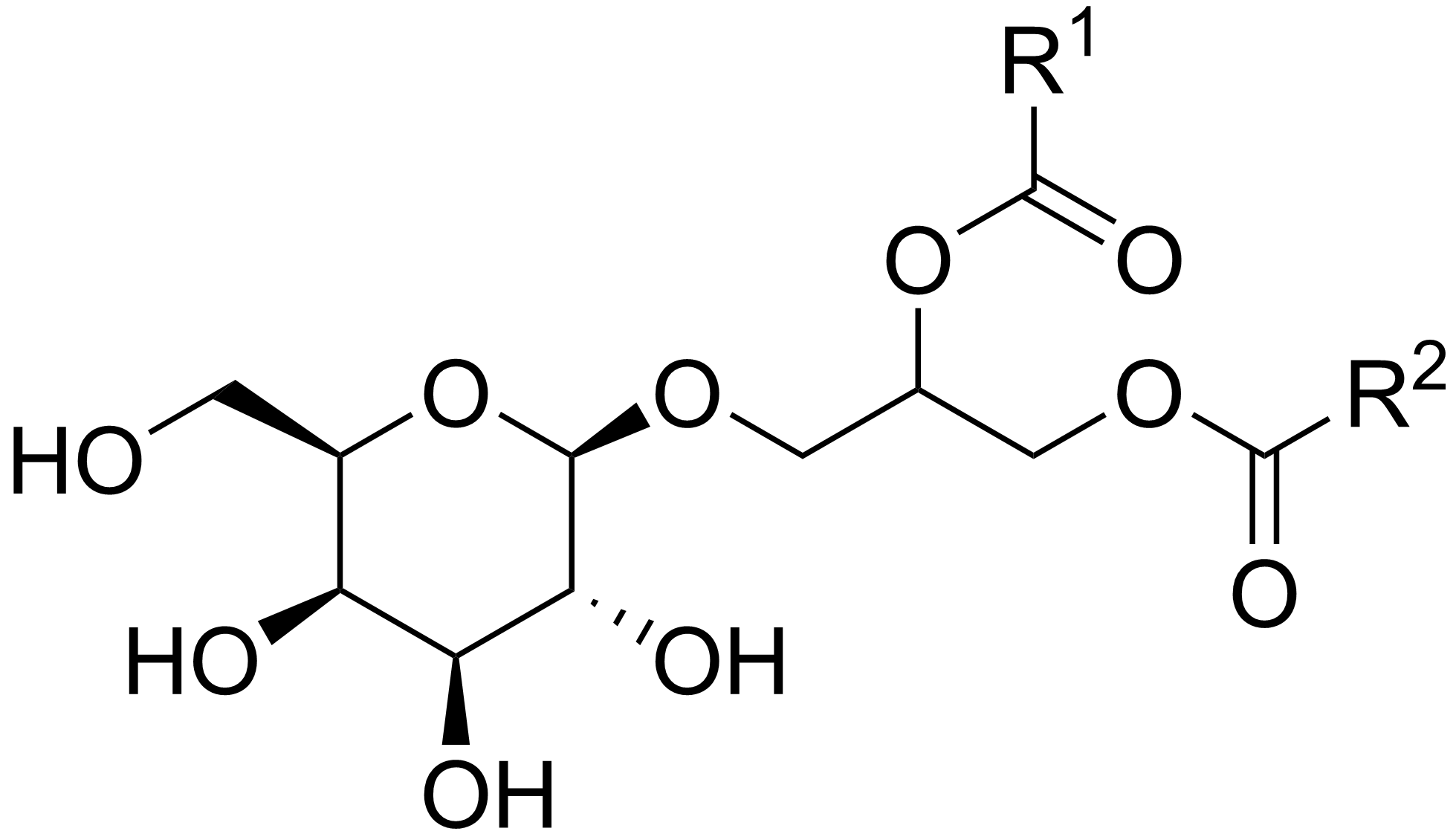
Algemene structuur van een monogalactosyldiacylglycerol (MGDG), een veelvoorkomende galactolipide. De R-groepen zijn vetzuurketens.

Een galactolipide is een bepaalde glycolipide waarbij de suikergroep een galactose is. Ze zijn nodig voor diverse levensprocessen, met name voor de vorming van biomembranen. Galactolipiden kunnen bij de opbouw van membranen fosfolipiden vervangen. Hiermee wordt fosfaat bespaard en krijgt het membraan bepaalde bruikbare eigenschappen.
Het chloroplastmembraan bestaat voor een groot deel uit de galactolipiden monogalactosyldiacylglycerol (MGDG) en digalactosyldiacylglycerol (DGDG). Ze spelen waarschijnlijk ook een belangrijke rol in de fotosynthese, gezien ze zijn aangetroffen in onderzoeken met röntgendiffractie naar fotosynthesecomplexen.
In het lichaam zijn galactolipiden sneller beschikbaar dan vrije vetzuren. Men heeft aangetoond dat ze ontstekingsremmende activiteit vertonen (COX-gemedieerd). Uit fractionering van spinazie werden galactolipiden met alfa-linoleenzuurketens geïsoleerd die een rol bleken te spelen bij inhibitie van door promotor geïnduceerde epstein-barr-virussen (EBV). Ditzelfde galactolipide is aangetroffen in de Rosa canina of hondsroos, waarbij het dezelfde werking bleek te vervullen.